# Achselpad

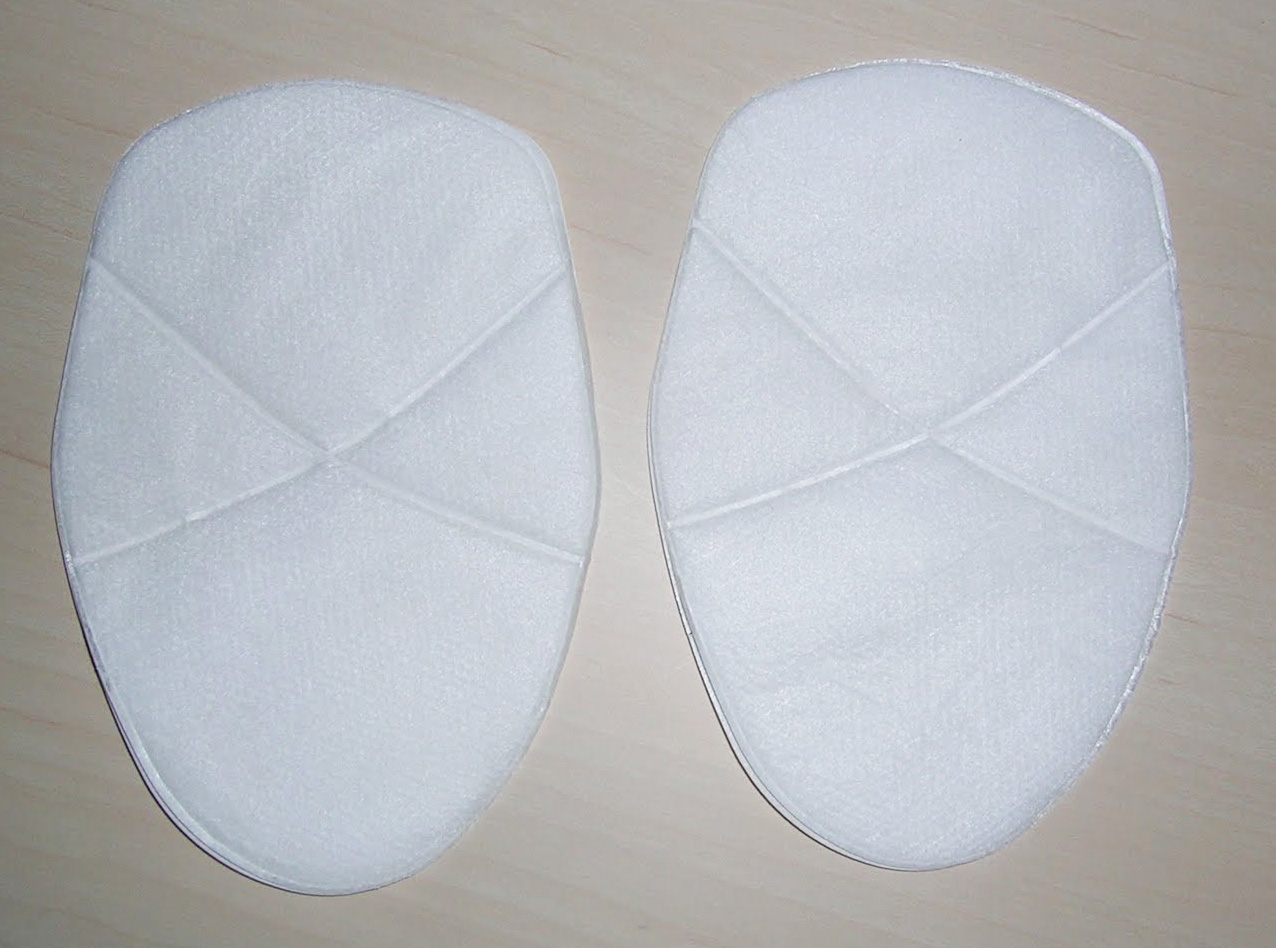
Achselpads

Achselpads (auch Achsel-Pads, Schweißblätter oder Armblätter) sind Wäscheschutz-Einlagen für die Oberbekleidung, die den frisch gebildeten Achselschweiß aufsaugen und diesen nicht an die Kleidung lassen. Schweißblätter sind eine beim Deutschen Patent- und Markenamt registrierte Marke.

## Geschichte
Die Idee, eigene Kleidung vor Schweißflecken zu schützen, ist im 19. Jahrhundert entstanden. Die gesellschaftlichen Ansprüche an das Erscheinungsbild jedes Menschen sind in dieser Zeit strenger geworden. Die ersten Gebrauchsmuster-Anmeldungen zum Schweißblatt (laut Duden: „gegen Achselschweiß schützende Einlage“) gab es schon Ende des 19. Jahrhunderts. Es waren Textil-Einlagen, die in die Oberbekleidung eingenäht werden mussten. Anfang bis Mitte des 20. Jahrhunderts waren diese Schweißblätter sehr beliebt in Deutschland, da sich die meisten Menschen in den schwierigen Zeiten der Finanzkrise und in der Nachkriegszeit nicht sehr viel Kleidung leisten konnten. Hergestellt wurden die Schweißblätter in großen Stückzahlen industriell, unter anderem in der Friedländer Schweißblätterfabrik in der Berliner Boxhagener Straße.
Mit Hilfe von Schweißblättern konnte die Kleidung etwas länger getragen werden, ohne diese zu waschen (die Schweißblätter wurden einfach gewechselt). Auf diese Weise verlängerte sich auch die Lebensdauer der Oberbekleidung. Mit der Zeit wurde diese Methode, sich vor Schweißflecken und Schweißgeruch zu schützen, eher als lästig und zeitraubend empfunden. 
In der modernen Gesellschaft werden eher Achselpads verwendet, die nach dem Tragen im Hausmüll entsorgt werden.

## Aufbau
Das Schweißblatt besteht aus mehreren zusammengenähten Textil-Schichten, die den Achselschweiß aufsaugen sollen. Die modernen Achselpads können in drei Gruppen unterteilt werden: 
- auf die Haut zu klebende Pads (Pflaster)
- auf die Kleidung zu klebende oder zu klettende Pads
- in die Kleidung einzulegende Pads.

Als Textilgrundmaterial kam anfangs Batist oder Satin, Baumwolle oder ein Trikotgewebe zum Einsatz. Später entstanden spezielle gut saugende Schichtmaterialien, die aus einer vlies-ähnlichen Oberschicht, einem Saugkern, einer Wäscheschutz- und einer Kleber-Schicht bestehen.

## Anwendung
Achselpads, welcher Art auch immer, werden im Achselbereich der Kleidung angebracht (geheftet oder geklettet) und dienen vor allem dem Schutz der Kleidung vor Schweiß- und Deoflecken. In Abhängigkeit vom Produktaufbau kann zudem die Geruchsbildung deutlich reduziert werden.
Bei den Pflaster-ähnlichen Pads sollte vor der Anwendung die Hautverträglichkeit überprüft werden. Eine Kombination mit Deo ist hier schlecht möglich. Außerdem ist die Achselzone vor der Anwendung der Pflaster-ähnlichen Pads zu enthaaren.